# Kriegsverdienstkreuz
Die Bezeichnung Kriegsverdienstkreuz wird für verschiedene deutsche Militär- oder Kriegsauszeichnungen des 19. und 20. Jahrhunderts verwendet. Die meisten dieser Ehrenzeichen wurden im 19. Jahrhundert und im Ersten Weltkrieg von den deutschen Einzelstaaten in eigenen Formen und Auszeichnungen gestiftet. Die heute bekannteste Auszeichnung dieses Namens ist vermutlich das Kriegsverdienstkreuz (1939), welches zu Beginn des Zweiten Weltkriegs von Adolf Hitler eingeführt wurde.

## Deutsches Reich 1871–1918
Kreuze für Kriegsverdienst bestanden in den meisten deutschen Einzelstaaten und wurden in verschiedenen Ausführungen und Klassen vergeben.
- Großherzogtum Baden
  - Badisches Kriegsverdienstkreuz

- Herzogtum Braunschweig
  - Braunschweiger Kriegsverdienstkreuz
  - Kriegsverdienstkreuz für Frauen und Jungfrauen

- Fürstentum Lippe-Detmold
  - Lippisches Kriegsverdienstkreuz

- Fürstentum Reuß (gemeinsam)
  - Kriegsverdienstkreuz 1914

- Königreich Sachsen
  - Sächsisches Kriegsverdienstkreuz

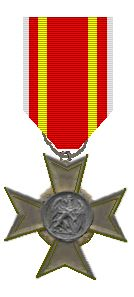
Badisches Kriegsverdienstkreuz
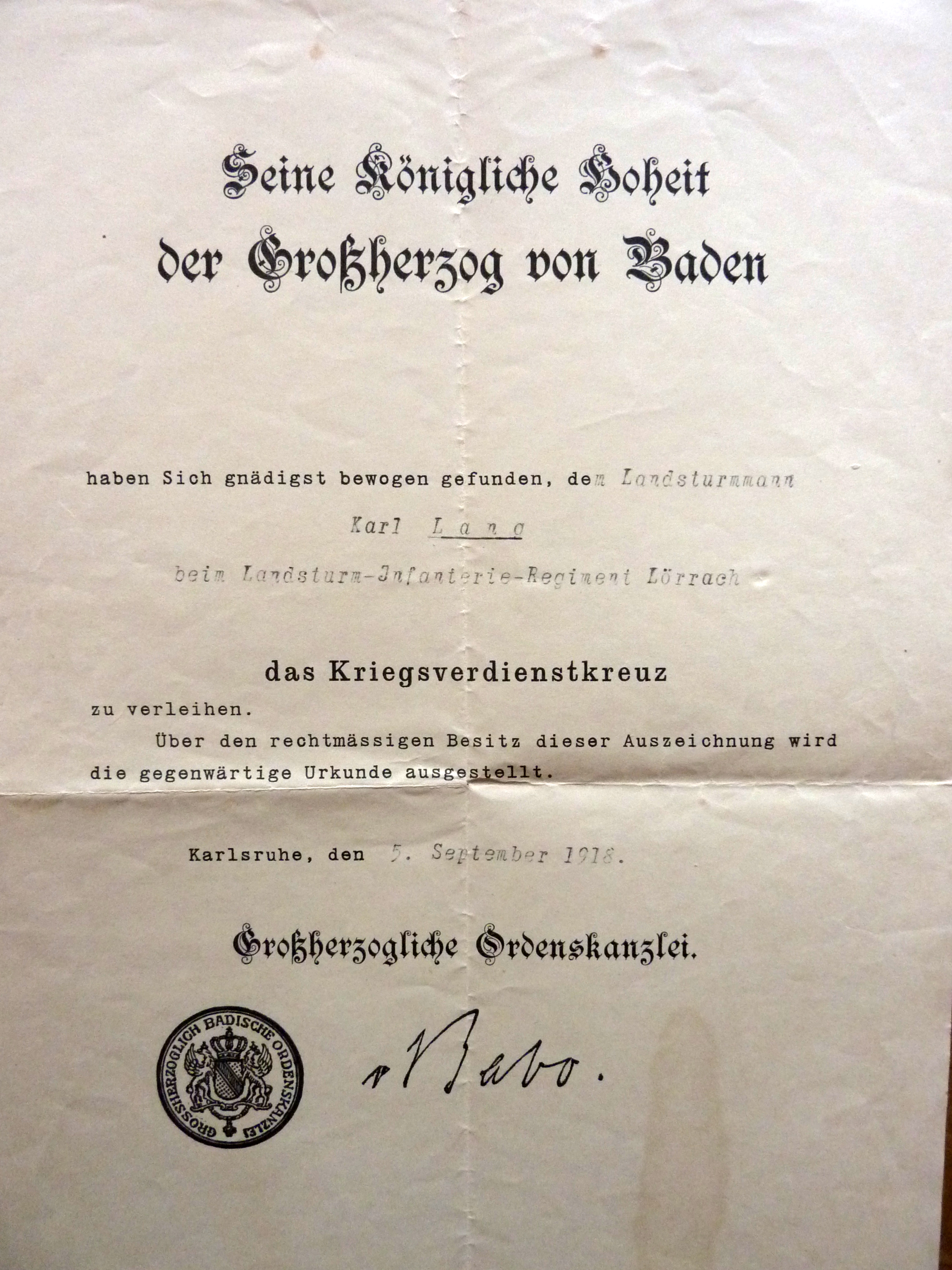
Urkunde zum Badischen Kriegsverdienstkreuz
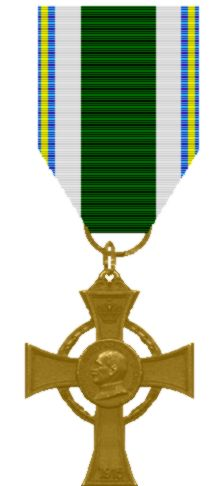
Sächsisches Kriegsverdienstkreuz

## Nationalsozialismus 1933–1945

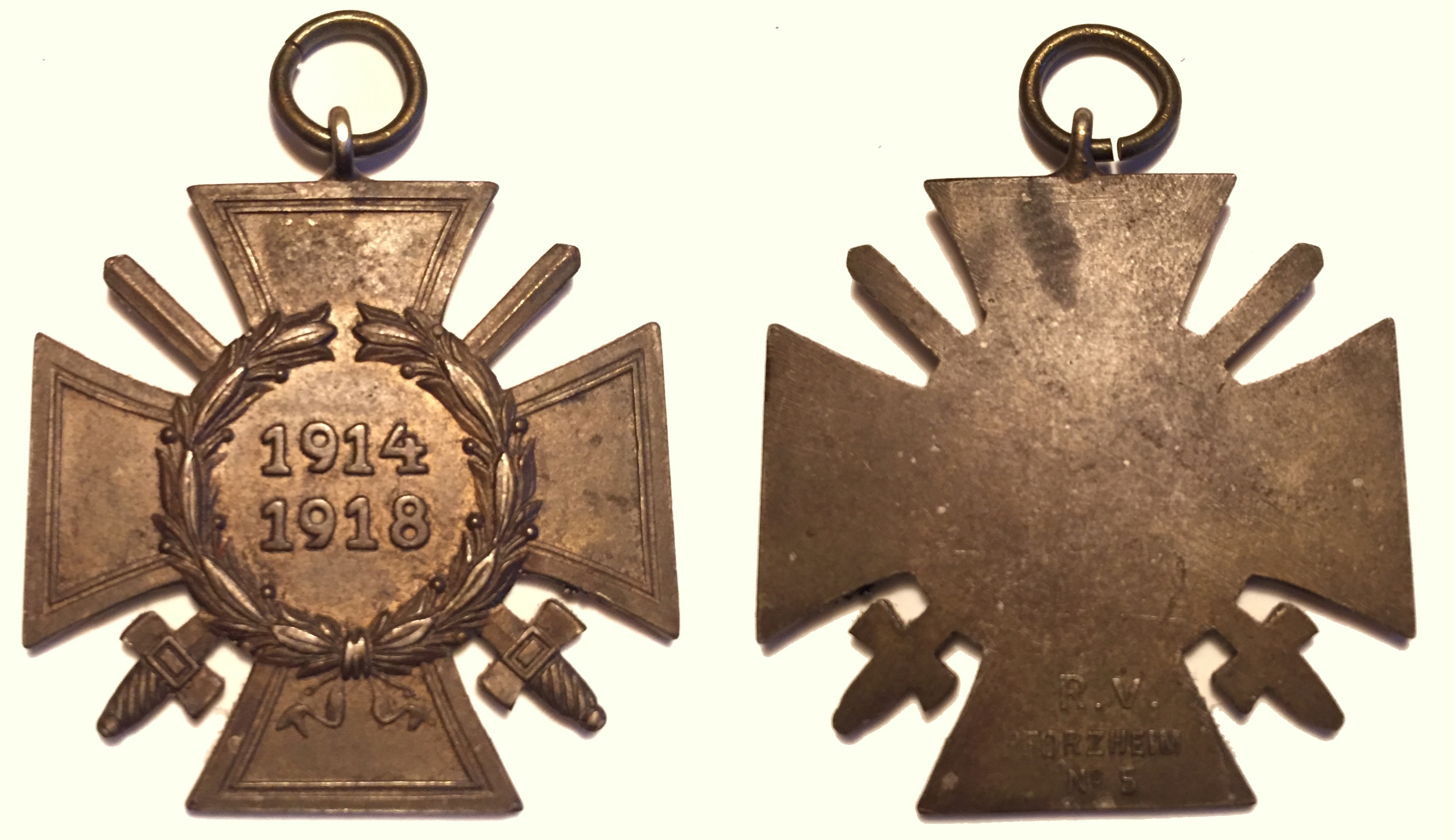
Ehrenkreuz für Frontkämpfer (1934)

1934 stiftete Reichspräsident Paul von Hindenburg ein Ehrenkreuz des Weltkrieges, das zum 20. Jahrestag des Kriegsbeginns als eine Art Erinnerungsmedaille vergeben wurde und in seiner häufigsten Form mit Schwertern als Ehrenkreuz für Frontkämpfer verliehen wurde. Dieses Kreuz darf jedoch nicht mit dem Kriegsverdienstkreuz von 1939 verwechselt werden.
Zu Beginn des Zweiten Weltkriegs stiftete Adolf Hitler das Kriegsverdienstkreuz (1939) als Auszeichnung für Verdienste während des Krieges, die für die Verleihung des Eisernen Kreuzes nicht ausreichten, sowie zur Auszeichnung an Personen, die nicht in einem Militärdienstverhältnis standen.